# General Pico

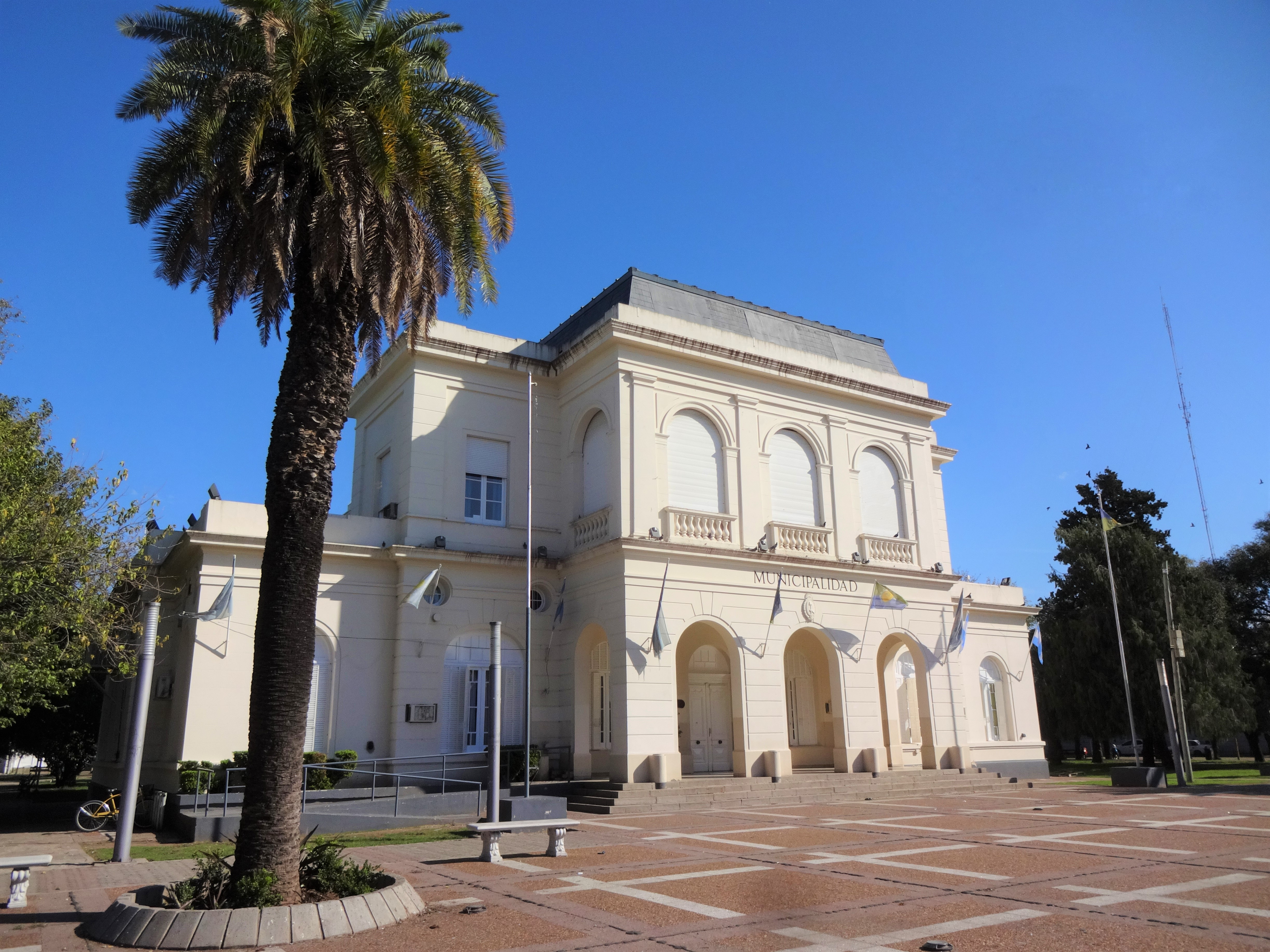
Ilustre Municipalidad de General Pico.

General Pico es una ciudad argentina, la segunda en importancia de la provincia de La Pampa. Es a su vez la cabecera del departamento Maracó, al noreste de la provincia. La jurisdicción del municipio comprende además la localidad de Trebolares y su zona rural se extiende también sobre el departamento Chapaleufú.

## Historia

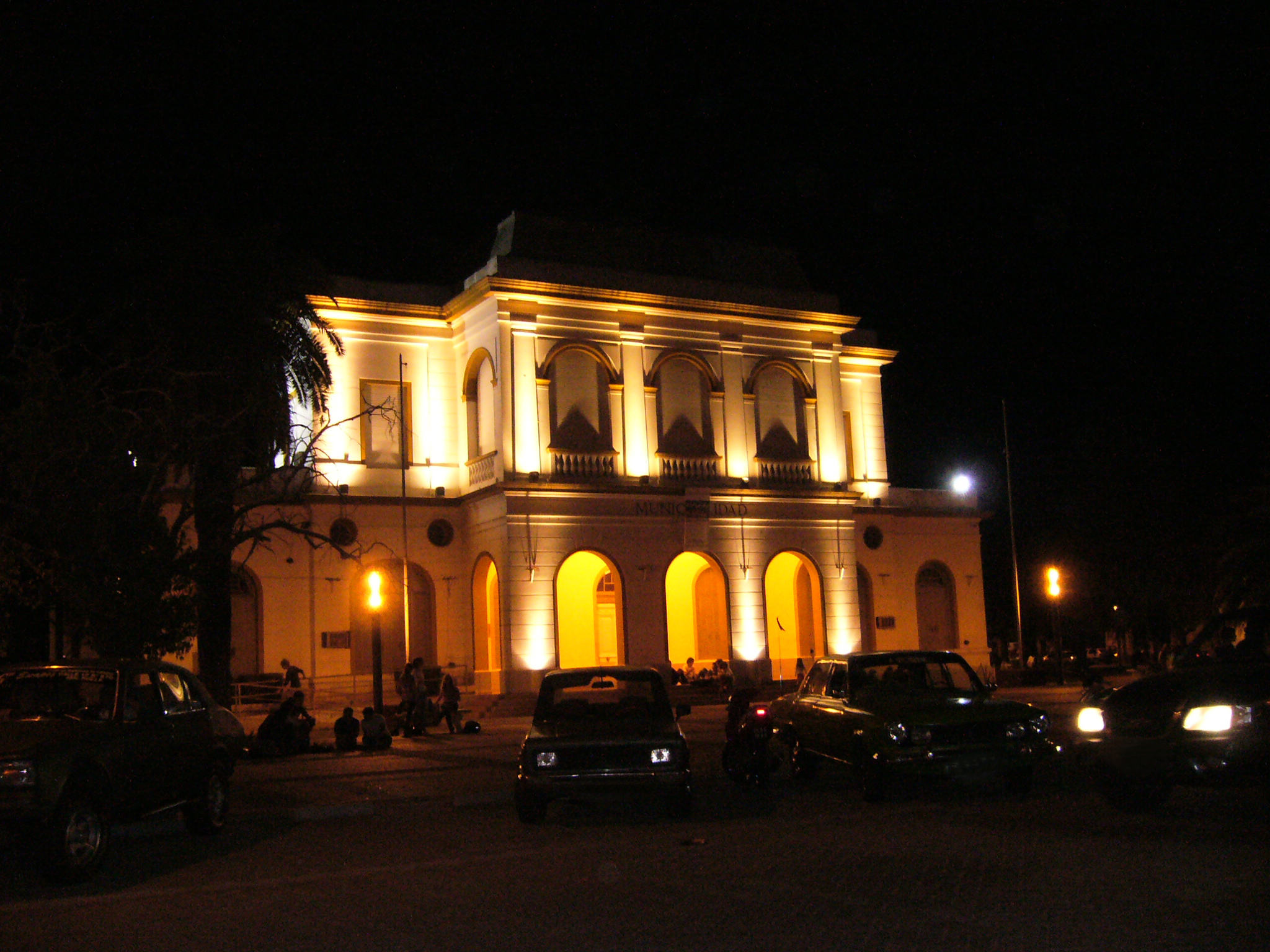
Palacio municipal iluminado, General Pico

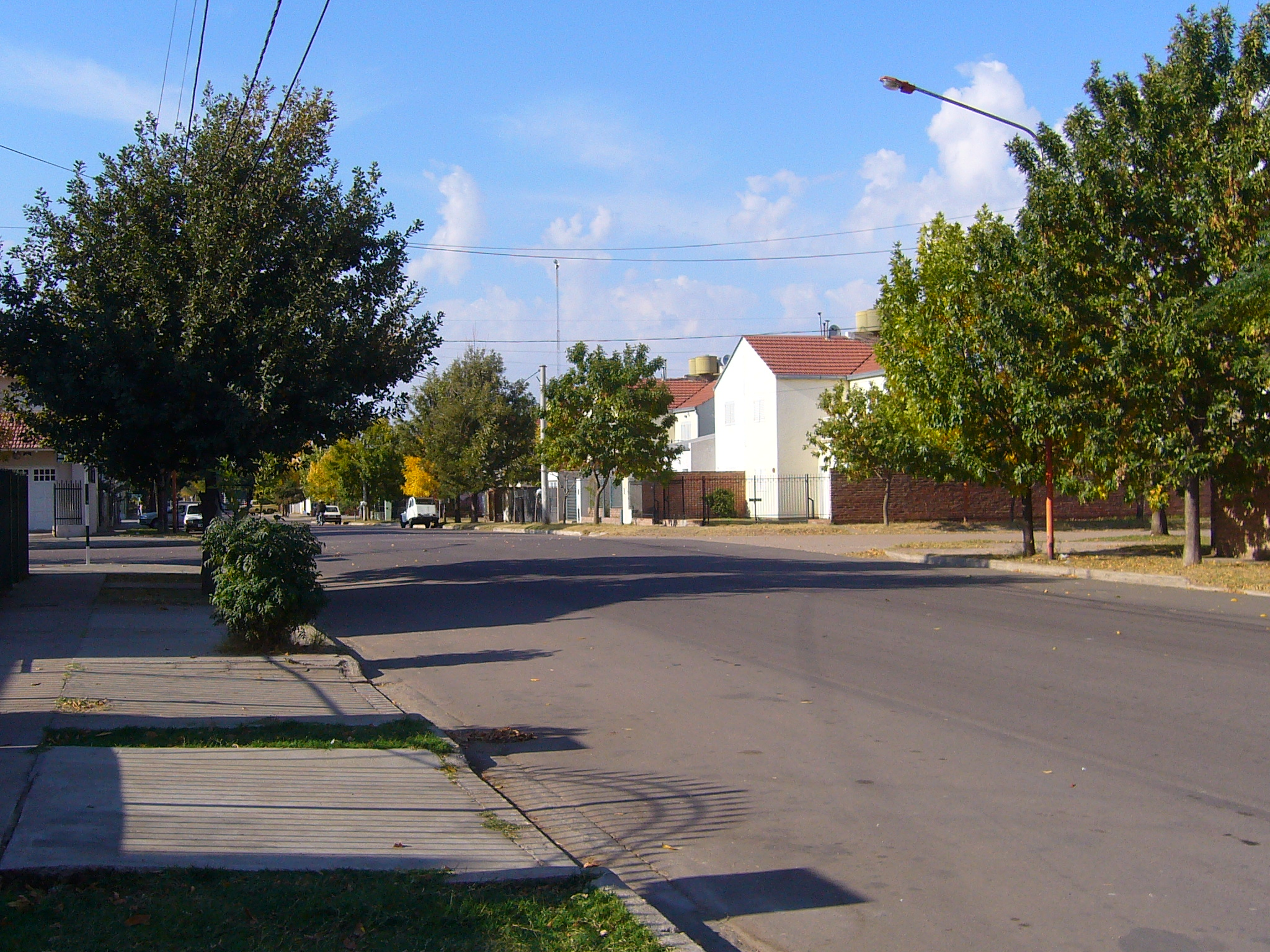
Vista de una calle de la ciudad

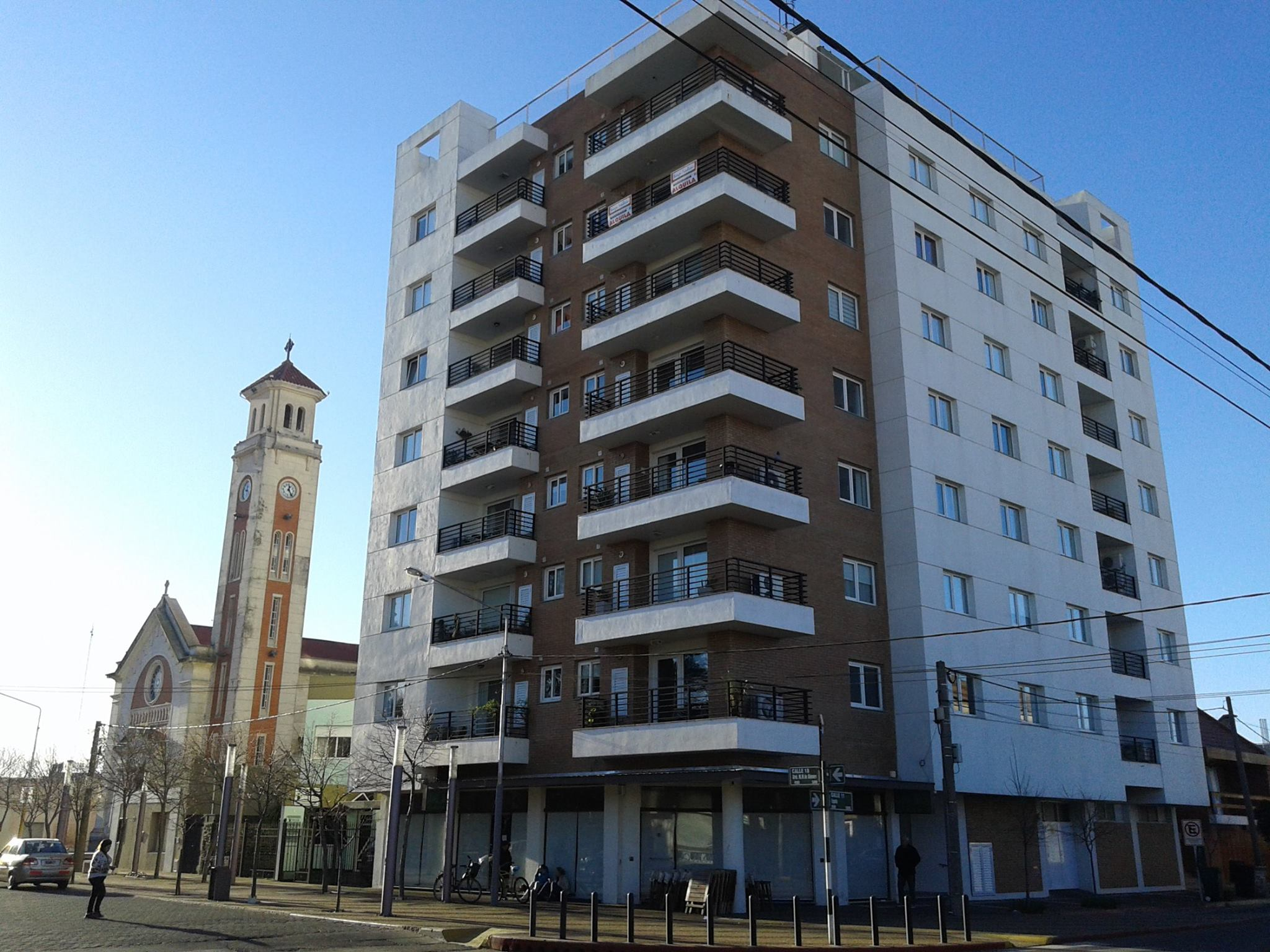
El edificio Plaza, cuenta con una cafetería en su planta baja. Se encuentra en la esquina de las calles 11 y 18.

Fue fundada un 11 de noviembre de 1905 por Eduardo de Chapeaurouge -destacado agrimensor, que cursó estudios en Europa y Estados Unidos, fundó varias ciudades en La Pampa y provincias vecinas- con amplias ventajas y posibilidades de desarrollo para su época ya que su ubicación geográfica se planificó en relación con los cruces de vías de ferrocarril (Oeste y Pacífico). Fue el mismo Chapeaurouge, quien diagramó la ciudad que posee pocas diagonales, calles amplias y una avenida principal llamada General San Martín.
El nombre de la ciudad es en alusión al General Eduardo Gustavo Pico, quien fue gobernador de la provincia (en ese entonces territorio nacional) entre los años 1891 y 1899. Desde mediados del siglo XX, General Pico está atravesando por un importante proceso de crecimiento demográfico. Su intendencia fue fundada en 1912, siendo su primer intendente Alfredo Bo, y desde diciembre de 2019 la intendente es Fernanda Alonso. El único diario impreso de la ciudad es La Reforma, además cuenta con diversos diarios digitales.

## Población

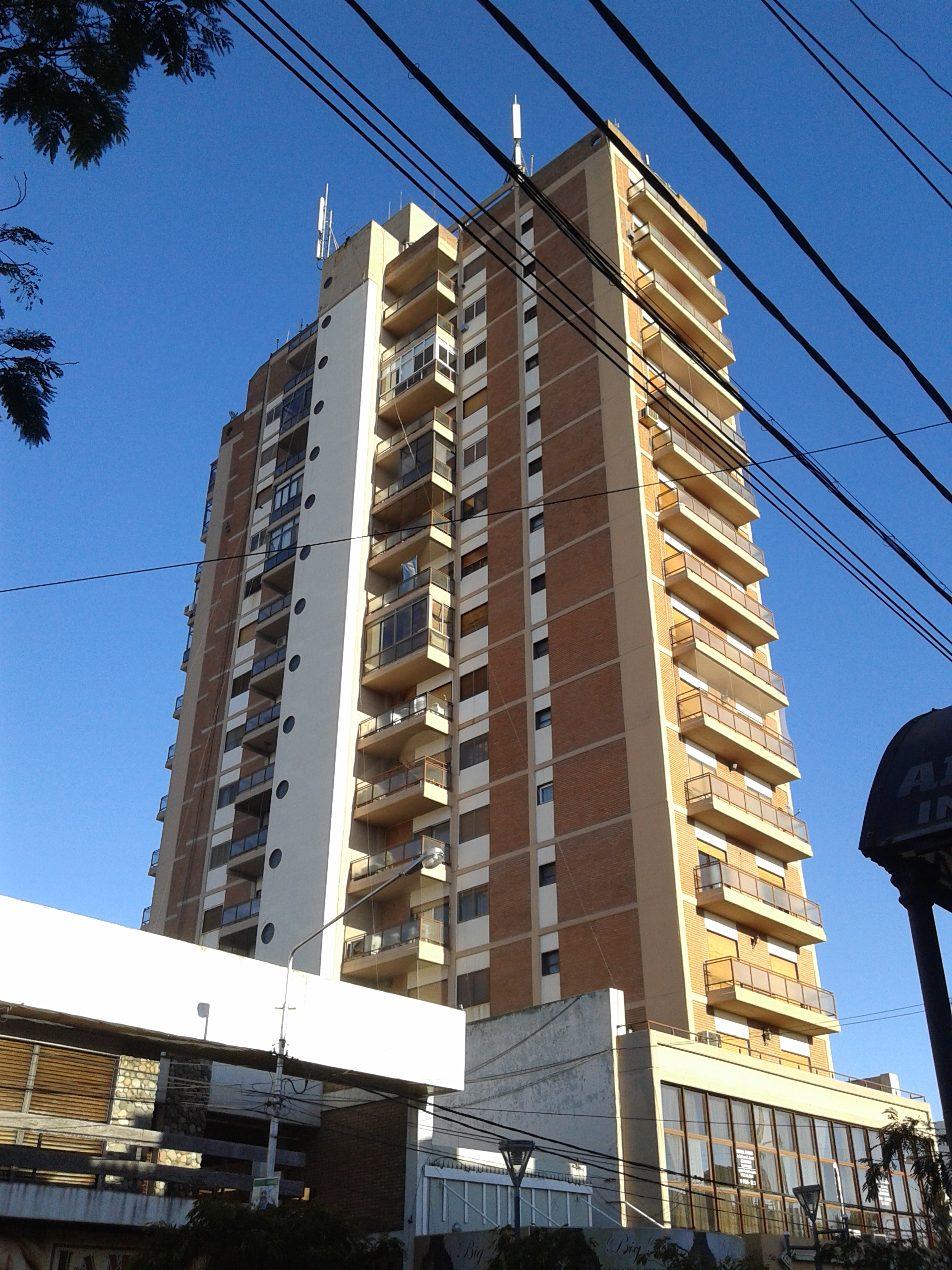
El edificio más alto de la ciudad cuenta con una galería de compras en planta baja. Se ubica en calle 15 entre 20 y 18.

Según el censo nacional de 1991 la ciudad tenía 42.955 habitantes, cifra que 10 años después se incrementó hasta alcanzar los 53 352 habitantes (Indec, 2001). Por lo tanto, es la segunda localidad más populosa en la provincia, detrás de la propia capital provincial de Santa Rosa. De haberse mantenido ese crecimiento intercensal, correspondiente a una relativamente elevada tasa media anual del 2,34%, la ciudad hubiera tenido unos 64.400 hab. a comienzos de 2010. Esta cifra era muy similar a los aproximadamente 64.000 estimados por World Gazetteer para ese mismo año, con un incremento promedio del orden del 2,24%.
No obstante el censo del 2010 arrojó resultados sorprendentemente menores, arrojando una cantidad de 57 669 habitantes y un porcentaje de crecimiento poblacional del 8,1 %, menor a la media nacional del 10,6 %. En tanto, la composición de la población fue de 28 155 varones y 29 514 mujeres índice de masculinidad del 95.40%. También, se contabilizaron 22 607 viviendas, un incremento frente a las 16 246 del censo anterior.
El censo nacional 2022 arrojó 67 138 habitantes y 29 358 viviendas. Esto la situó como el segundo municipio de la provincia.
| Gráfica de evolución demográfica de General Pico entre 1960 y 2022 |
|                                                                    |
| Fuente: Censos nacionales del INDEC                                |

## Geografía
La ciudad y su departamento se encuentran en la región denominada Pampa húmeda, aunque relativamente cerca del comienzo de la franja fitogeográfica de Pampa seca. Por otro lado, en las cercanías de la ciudad se encuentra el "Parque Recreativo Delfín Pérez" (ex laguna La Arocena), de aproximadamente 150 hectáreas de superficie, apta para actividades recreativas, avistaje de aves, deportes náuticos y pesca.

## Clima
| Parámetros climáticos promedio de General Pico (1991–2020) | Parámetros climáticos promedio de General Pico (1991–2020) | Parámetros climáticos promedio de General Pico (1991–2020) | Parámetros climáticos promedio de General Pico (1991–2020) | Parámetros climáticos promedio de General Pico (1991–2020) | Parámetros climáticos promedio de General Pico (1991–2020) | Parámetros climáticos promedio de General Pico (1991–2020) | Parámetros climáticos promedio de General Pico (1991–2020) | Parámetros climáticos promedio de General Pico (1991–2020) | Parámetros climáticos promedio de General Pico (1991–2020) | Parámetros climáticos promedio de General Pico (1991–2020) | Parámetros climáticos promedio de General Pico (1991–2020) | Parámetros climáticos promedio de General Pico (1991–2020) | Parámetros climáticos promedio de General Pico (1991–2020) |
| Mes                                                        | Ene.                                                       | Feb.                                                       | Mar.                                                       | Abr.                                                       | May.                                                       | Jun.                                                       | Jul.                                                       | Ago.                                                       | Sep.                                                       | Oct.                                                       | Nov.                                                       | Dic.                                                       | Anual                                                      |
| ---------------------------------------------------------- | ---------------------------------------------------------- | ---------------------------------------------------------- | ---------------------------------------------------------- | ---------------------------------------------------------- | ---------------------------------------------------------- | ---------------------------------------------------------- | ---------------------------------------------------------- | ---------------------------------------------------------- | ---------------------------------------------------------- | ---------------------------------------------------------- | ---------------------------------------------------------- | ---------------------------------------------------------- | ---------------------------------------------------------- |
| Temp. máx. abs. (°C)                                       | 42.3                                                       | 41.6                                                       | 38.2                                                       | 37.0                                                       | 32.6                                                       | 26.6                                                       | 27.2                                                       | 35.6                                                       | 36.0                                                       | 41.3                                                       | 38.2                                                       | 43.0                                                       | 43.0                                                       |
| Temp. máx. media (°C)                                      | 30.9                                                       | 29.6                                                       | 27.4                                                       | 23.2                                                       | 18.8                                                       | 15.7                                                       | 15.1                                                       | 18.1                                                       | 20.8                                                       | 23.5                                                       | 27.4                                                       | 30.2                                                       | 23.4                                                       |
| Temp. media (°C)                                           | 23.8                                                       | 22.4                                                       | 20.2                                                       | 16.1                                                       | 12.2                                                       | 8.9                                                        | 8.0                                                        | 10.4                                                       | 13.3                                                       | 16.6                                                       | 20.3                                                       | 23.0                                                       | 16.3                                                       |
| Temp. mín. media (°C)                                      | 17.1                                                       | 15.9                                                       | 14.4                                                       | 10.5                                                       | 7.1                                                        | 3.6                                                        | 2.5                                                        | 4.0                                                        | 6.6                                                        | 10.2                                                       | 13.4                                                       | 15.9                                                       | 10.1                                                       |
| Temp. mín. abs. (°C)                                       | 5.2                                                        | 3.8                                                        | 1.7                                                        | -2.4                                                       | -7.8                                                       | -7.5                                                       | -8.5                                                       | -10.0                                                      | -6.0                                                       | -1.8                                                       | -2.8                                                       | 4.3                                                        | -10.0                                                      |
| Precipitación total (mm)                                   | 106.6                                                      | 105.3                                                      | 130.6                                                      | 79.5                                                       | 33.5                                                       | 15.9                                                       | 17.2                                                       | 23.8                                                       | 48.8                                                       | 100.4                                                      | 103.4                                                      | 120.2                                                      | 885.1                                                      |
| Días de precipitaciones (≥ 0.1 mm)                         | 8.3                                                        | 7.1                                                        | 8.4                                                        | 6.5                                                        | 5.4                                                        | 4.1                                                        | 4.2                                                        | 3.5                                                        | 5.8                                                        | 9.0                                                        | 8.2                                                        | 8.4                                                        | 78.9                                                       |
| Humedad relativa (%)                                       | 63.6                                                       | 68.2                                                       | 71.2                                                       | 72.8                                                       | 78.0                                                       | 76.5                                                       | 73.4                                                       | 65.5                                                       | 63.2                                                       | 65.4                                                       | 59.3                                                       | 59.0                                                       | 68.0                                                       |
| Fuente: Servicio Meteorológico Nacional                    |                                                            |                                                            |                                                            |                                                            |                                                            |                                                            |                                                            |                                                            |                                                            |                                                            |                                                            |                                                            |                                                            |

## Economía
Al encontrarse como epicentro de un tendido de redes eléctricas y rutas tanto provinciales y nacionales, existe un aeropuerto de carga y mercadería, el cual se encuentra inactivo por falta de presupuesto. Cerca de él se encuentra el parque industrial y la zona franca. Estos últimos factores, con el apoyo gubernamental han permitido un moderado desarrollo industrial. Otras de sus actividades principales es el rubro agropecuario, destacándose los cultivos de soja, trigo, girasol, maíz, avena, centeno, cebada, sorgo y alfalfa. La incorporación de maquinaria moderna para realizar las tareas de siembra y cosecha ha contribuido a generar mensurables e importantes incrementos en la producción durante los últimos años.[cita requerida]

## El asado más grande del mundo
En 2011, se organizó un asado que fue considerado como el asado más grande del mundo, cuando se cocinó un número de 9.160 kilos de carne cocinada que ostentó este récord hasta 2017 cuando en Minas, Uruguay, se cocinó 10.360 kilos, superando la cantidad anteriormente lograda.

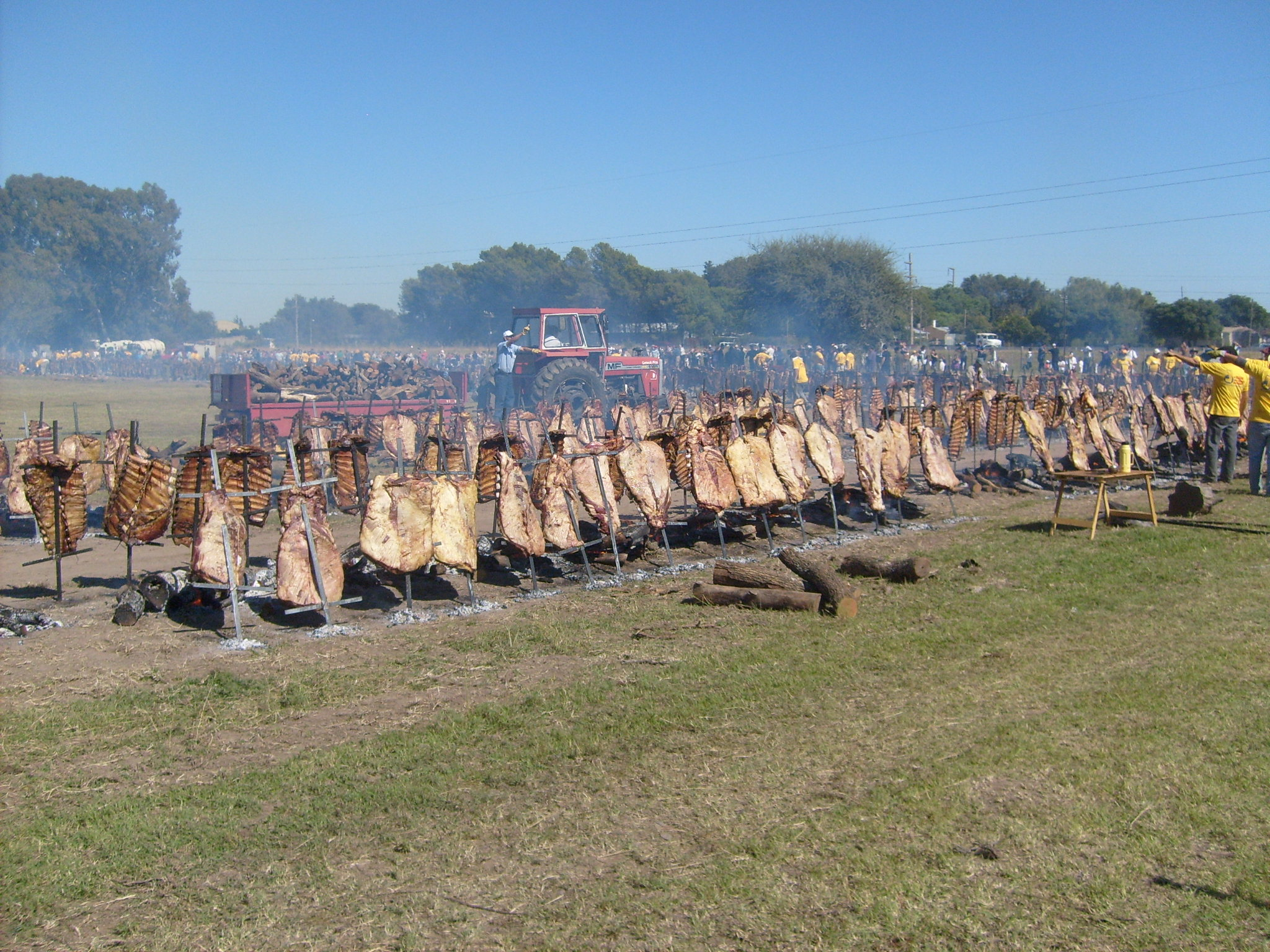
Panorámica del asado.
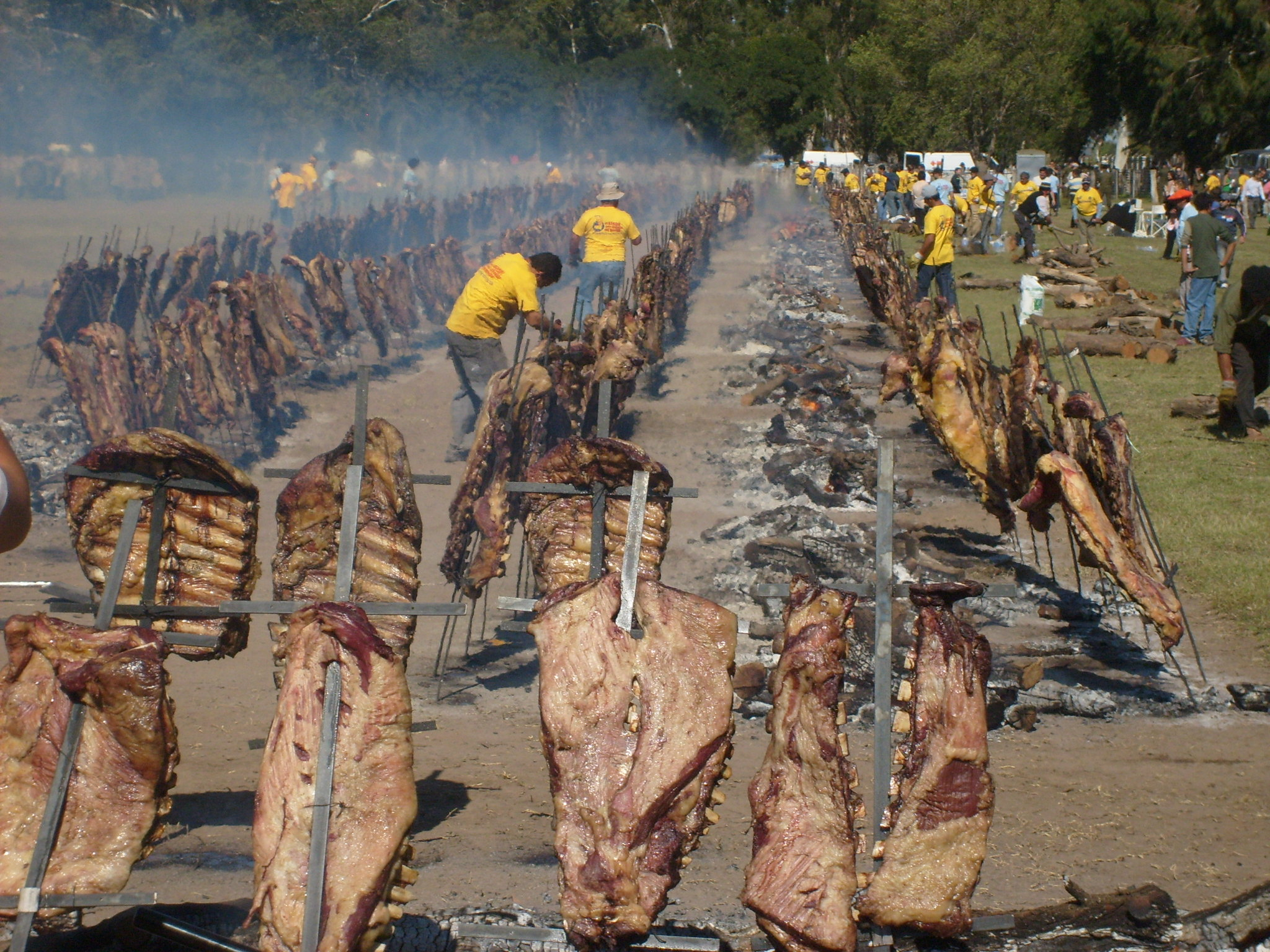
Panorámica de los asadores.
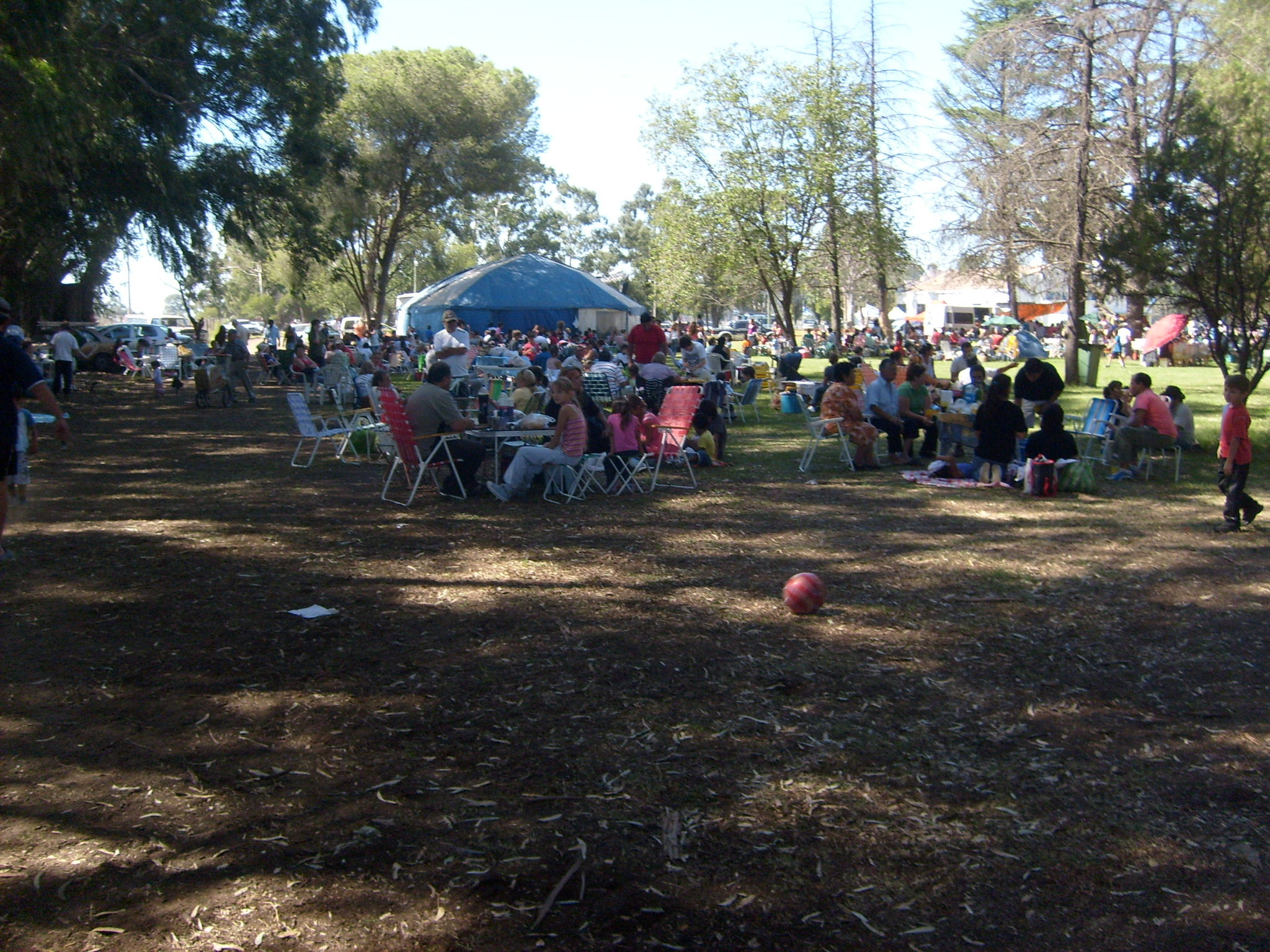
Familias participando del evento.
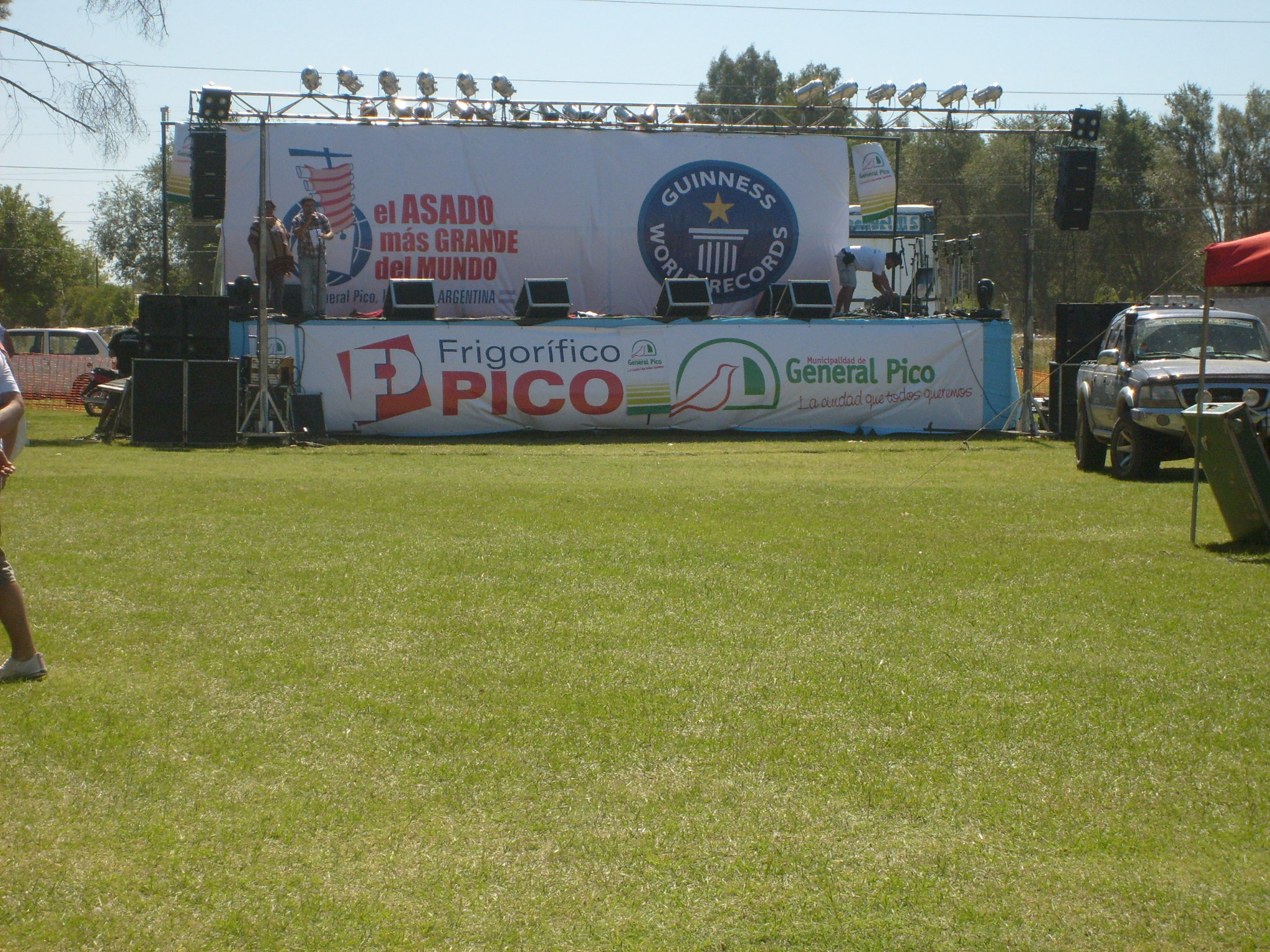
Escenario de presentación del evento Guinness.
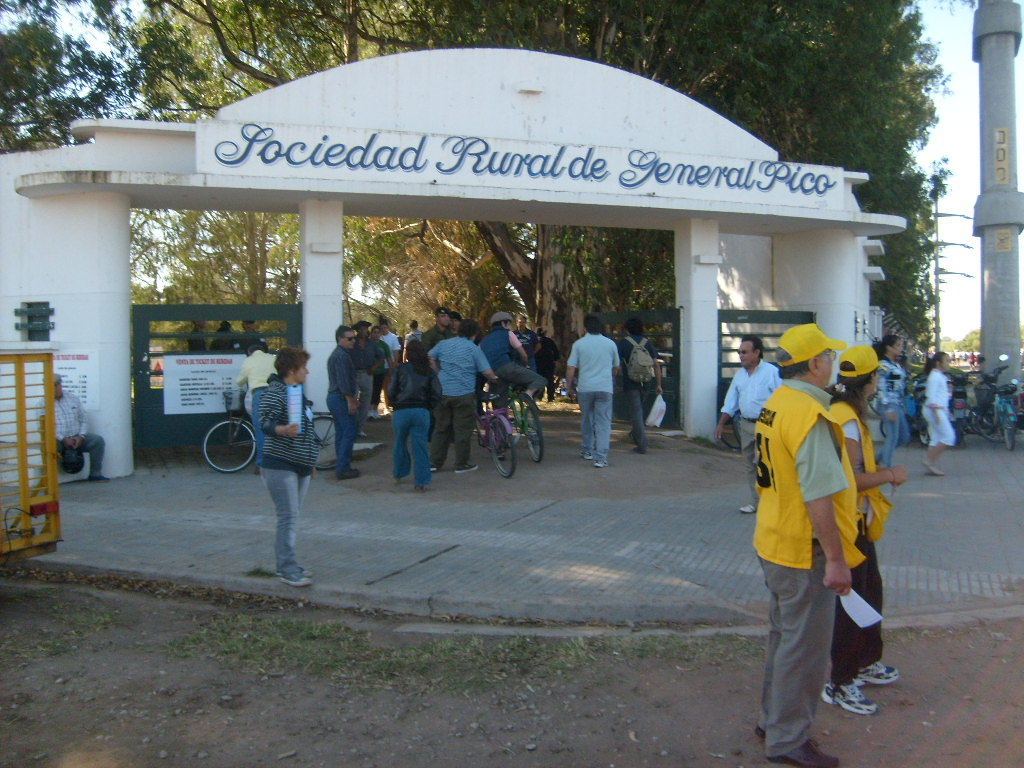
Sociedad Rural de General Pico.

## Deportes
Se encuentran dentro de la ciudad un hipódromo, aeródromo, aeroclub y cinco clubes sociales deportivos con amplias instalaciones para la realización de diversas actividades deportivas (atletismo, fútbol, golf, fútbol de salón, vóleibol, tenis, sóftbol, natación, básquetbol, cestoball, judo, karate, taekwondo, hockey, rugby y balonmano).
De este lugar se originaron dos clubes de importante paso por la Liga Nacional de Básquet argentina:
- Pico Foot Ball Club, fundado el 1 de abril de 1919. Tuvo un destacado paso por la Liga Nacional de Básquet. Donde logró su mejor ubicación en la temporada 1998/99 obteniendo el tercer puesto.

- Independiente de Pico, fundado en 1920 por Roberto Petit de Meurville, ocupa el décimo puesto en la historia de clubes de la Liga Nacional de Básquet con más del 50% de sus partidos jugados ganados, Campeón de la Liga Nacional en la temporada 1994/1995 y campeón Sudamericano en 1996.

En fútbol, se destacan los equipos Club Ferro Carril Oeste, fundado en 1934, el Pico Foot-Ball Club, el Club Atlético y Cultural Argentino (C.A.Y.C.A) y el Club Atlético Costa Brava. El Club Ferro Carril Oeste, conocido también como Ferro de Pico, participó en el Torneo Nacional 1984, en el que se enfrentó con equipos como el Boca Juniors, Newell's Old Boys de Rosario y Talleres de Córdoba. Además cabe destacar que el futbolista internacional Sergio Agüero.[cita requerida] el día 13 de mayo de 2015 subió a sus redes(más precisamente Instagram) una foto usando la camiseta de ferro. También, el Club Atlético Cultural Argentino Participó en la década de 1990 de los Torneos Nacionales de Ascenso, iniciando su participación en el año 1993. El precursor de estas incursiones a nivel nacional fue Ferro, jugando el primer regional representando a La Pampa. A su vez, es el equipo que más provinciales (torneo más importante de La Pampa) ha ganado en toda la provincia.
En hockey se destaca la participación de los equipos Pico football Club, Independiente, Costa Brava y Ferro de Pico. Con una destacada participación en los ámbitos provinciales y nacionales. De Pico es la famosa jugadora del Club San Telmo, Magalí Widmer.[cita requerida]
En golf, se destaca el Trisquelia Golf Club, una cancha de golf creada en el año 2008, cuenta con nueve hoyos y es parte de la Asociación Argentina de Golf, este deporte ha crecido a pasos agigantados durante los últimos años en la ciudad teniendo el club más de 150 socios. El diseño de la cancha es muy atractivo ya que cuenta con tres lagunas centrales que cruzan el recorrido y dos lagunas más pequeñas en otros puntos de la cancha.
En rugby, se destacan dos clubes: Pico Rugby Club y Club Universitarios de General Pico (Pendiente de la UNLPam). Durante 2010, Universitarios de General Pico logró ser incluido en UROBA, dándole a General Pico una de las pocas ciudades con dos equipos en competencia. Actualmente cuenta con cancha y quincho propio, con perspectivas de construir canchas auxiliares, en la Sede de Prácticas (campo) de la Facultad de Cs. Veterinarias. 
Durante el año 2009, Pico Rugby Club ha tenido un gran crecimiento, tanto en lo social como en lo deportivo, consiguiendo así el sembrado de canchas, construcción de un quincho, y en lo deportivo, la M-16 obteniendo el subcampeonato de la Unión de Rugby del Oeste de Buenos Aires. Durante 2011, Pico Rugby Club consiguió, luego de varios años de lucha, ser incluido como miembro de la UROBA, para poder así pasar a ser otro equipo más de la Unión, pudiendo participar en todas las actividades desarrolladas bajo su órbita, y no participar en calidad de "Invitado". Se consagró campeón de la Zona Campeonato (1° División en importancia) de la Unión de Rugby del Oeste de Buenos Aires (UROBA), en el mes de mayo, luego de una gran campaña con nueve victorias y tan solo un traspié.[cita requerida]

## Despliegue de lasFuerzas Armadas argentinasen General Pico
| Unidades de la Guarnición Militar General Pico | Sigla     |
| ---------------------------------------------- | --------- |
| Regimiento de Caballería de Tanques 13         | RC Tan 13 |

## Parroquias de la Iglesia católica en General Pico
| Diócesis   | Diócesis de Santa Rosa en Argentina |
| ---------- | ----------------------------------- |
| Parroquias |                                     |